# Soulosse-sous-Saint-Élophe
Soulosse-sous-Saint-Élophe est une commune française située dans le département des Vosges en région Grand Est.
Ses habitants sont appelés les Soliciens.

## Géographie

### Localisation
Soulosse-sous-Saint-Élophe est située dans la vallée du Vair en aval d'Autigny-la-Tour et à 6 km au nord de Neufchâteau. 
Les communes les plus proches sont Autigny-la-Tour à 2 km, Harchéchamp à 3 km, Moncel-sur-Vair, Rollainville et Barville à 4 km de distance. La grande ville la plus proche est Toul, à 32 km.
| Maxey-sur-Meuse         | Ruppes Jubainville         | Martigny-les-Gerbonvaux |
| Moncel-sur-Vair Coussey | Soulosse-sous-Saint-Élophe | Autigny-la-Tour         |
| Neufchâteau             | Rollainville               | Barville                |

### Géologie et relief
La commune se compose de 50,59 hectares de territoires artificialisés (2,58 %), 1 197,62 hectares de territoires agricoles (61,07 %) et 712,79 hectares de forêts et milieux semi-naturels (36,35 %).
Espaces naturels :
- Un espace protégé Natura 2000 :

Le cumene.
- Trois zones naturelles d'intérêt écologique, faunistique et floristique (Znieff) :

Pays de Neufchâteau,
La Cumène à Soulosse-sous-Saint-Élophe,
Gîte à chiroptères de Jubainville, Bois brulé et bois de la Robe.
- Sites bioarchéologiques :

Lot communal d'habitation Laveau.
Le hameau de Soulosse occupe une position centrale, dans le creux d'un méandre de la rivière. Les forêts couvrent essentiellement l'ubac, autour du hameau de Fruze traversé par la Frezelle, ruisseau venant de Rollainville. Enfin, Saint-Élophe et Brancourt sont les deux hameaux de l'adret.

### Hydrographie et les eaux souterraines
Hydrogéologie et climatologie : Système d’information pour la gestion des eaux souterraines du bassin Rhin-Meuse:
Territoire communal : Occupation du sol (Corinne Land Cover); Cours d'eau (BD Carthage),
Géologie : Carte géologique; Coupes géologiques et techniques,
 Hydrogéologie : Masses d'eau souterraine; BD Lisa; Cartes piézométriques.
La commune est située dans le bassin versant de la Meuse au sein du bassin Rhin-Meuse. Elle est drainée par le Vair, le ruisseau Frezelle et le ruisseau des Chaudrons,.
Le Vair, d'une longueur totale de 65,3 km, prend sa source dans la commune de Dombrot-le-Sec et se jette dans la Meuse à Maxey-sur-Meuse, en limite avec Greux, après avoir traversé 23 communes.
Le ruisseau Frezelle, d'une longueur totale de 16,4 km, prend sa source dans la commune de Rouvres-la-Chétive et se jette dans le Vair sur la commune, après avoir traversé quatre communes.

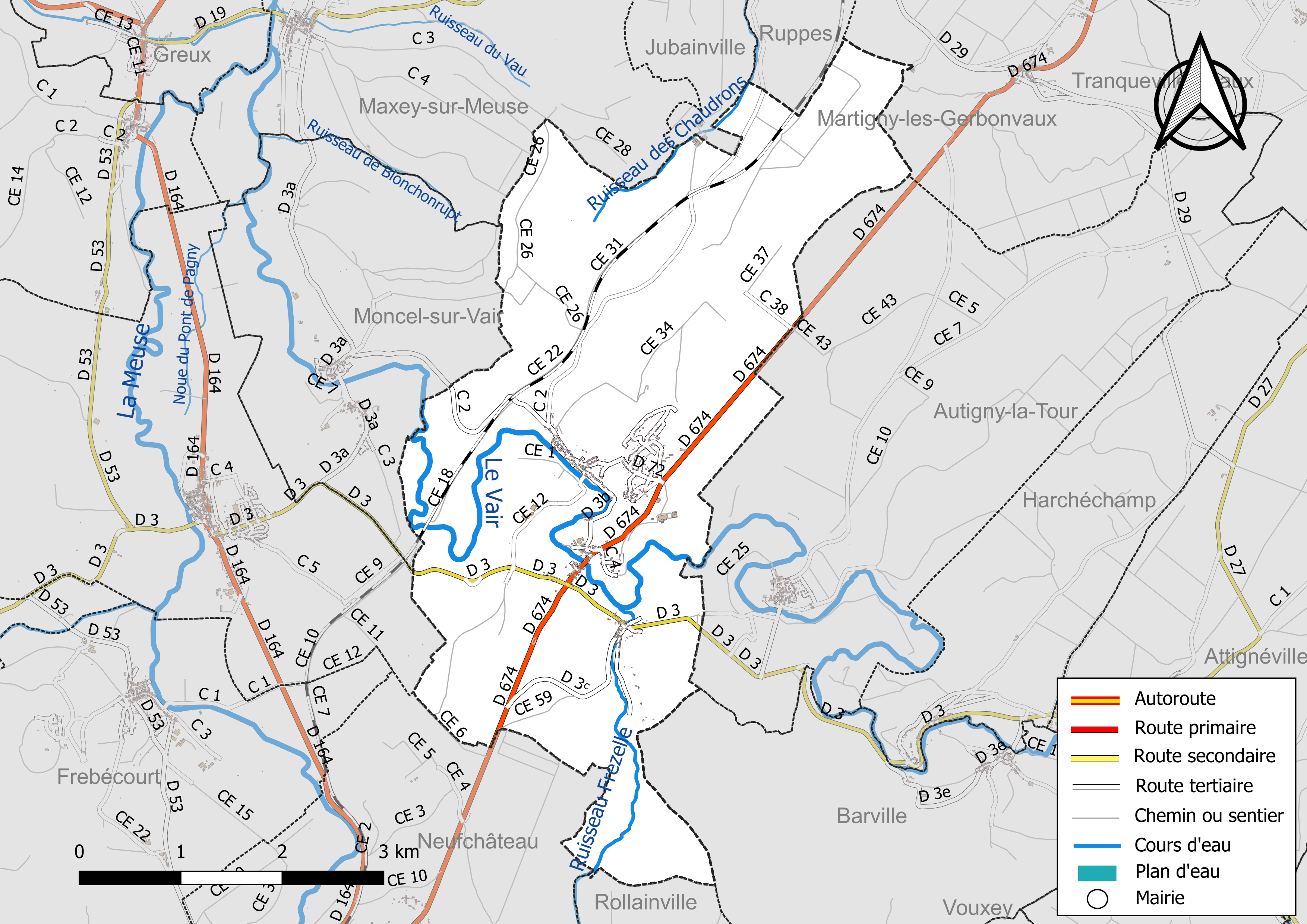
Réseaux hydrographique et routier de Soulosse-sous-Saint-Élophe.

La qualité des cours d’eau peut être consultée sur un site dédié géré par les agences de l’eau et l’Agence française pour la biodiversité.

### Climat
Pour des articles plus généraux, voir Climat du Grand Est et Climat des Vosges.
En 2010, le climat de la commune est de type climat de montagne, selon une étude du Centre national de la recherche scientifique s'appuyant sur une série de données couvrant la période 1971-2000. En 2020, Météo-France publie une typologie des climats de la France métropolitaine dans laquelle la commune est exposée à un climat océanique altéré et est dans la région climatique  Lorraine, plateau de Langres, Morvan, caractérisée par un hiver rude (1,5 °C), des vents modérés et des brouillards fréquents en automne et hiver. 
Pour la période 1971-2000, la température annuelle moyenne est de 9,6 °C, avec une amplitude thermique annuelle de 16,7 °C. Le cumul annuel moyen de précipitations est de 968 mm, avec 13,5 jours de précipitations en janvier et 9,5 jours en juillet. Pour la période 1991-2020, la température moyenne annuelle observée sur la station météorologique de Météo-France la plus proche, « Rollainville », sur la commune de Rollainville à 5 km à vol d'oiseau, est de 10,3 °C et le cumul annuel moyen de précipitations est de 860,3 mm. 
La température maximale relevée sur cette station est de 39,6 °C, atteinte le 25 juillet 2019 ; la température minimale est de −18,2 °C, atteinte le 20 décembre 2009,,. 
Les paramètres climatiques de la commune ont été estimés pour le milieu du siècle (2041-2070) selon différents scénarios d'émission de gaz à effet de serre à partir des nouvelles projections climatiques de référence DRIAS-2020. Ils sont consultables sur un site dédié publié par Météo-France en novembre 2022.

## Urbanisme

### Typologie
Au 1er janvier 2024, Soulosse-sous-Saint-Élophe est catégorisée commune rurale à habitat dispersé, selon la nouvelle grille communale de densité à sept niveaux définie par l'Insee en 2022.
Elle est située hors unité urbaine. Par ailleurs la commune fait partie de l'aire d'attraction de Neufchâteau, dont elle est une commune de la couronne,. Cette aire, qui regroupe 72 communes, est catégorisée dans les aires de moins de 50 000 habitants,.

### Occupation des sols
L'occupation des sols de la commune, telle qu'elle ressort de la base de données européenne d’occupation biophysique des sols Corine Land Cover (CLC), est marquée par l'importance des territoires agricoles (61,1 % en 2018), en diminution par rapport à 1990 (62,5 %). La répartition détaillée en 2018 est la suivante : 
forêts (36,3 %), terres arables (30 %), prairies (28,8 %), zones urbanisées (2,6 %), zones agricoles hétérogènes (2,2 %). L'évolution de l’occupation des sols de la commune et de ses infrastructures peut être observée sur les différentes représentations cartographiques du territoire : la carte de Cassini (XVIIIe siècle), la carte d'état-major (1820-1866) et les cartes ou photos aériennes de l'IGN pour la période actuelle (1950 à aujourd'hui).

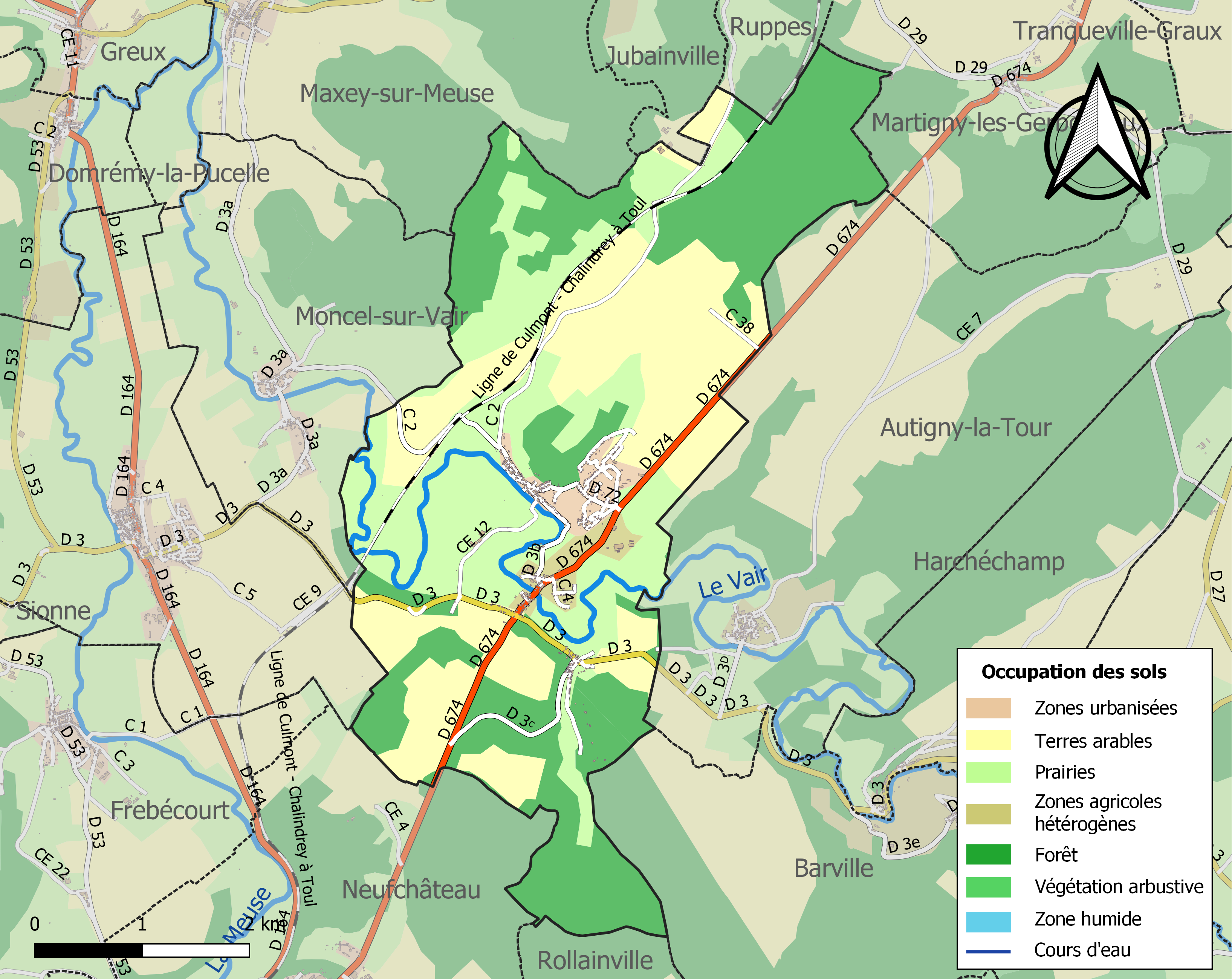
Carte des infrastructures et de l'occupation des sols de la commune en 2018 (CLC).

### Voies de communications et transports

#### Voies routières
- A31 (aussi appelée autoroute de Lorraine-Bourgogne). Échangeurs Châtenois, Colombey-les-Belles, Bulgnéville.

#### Transports en commun

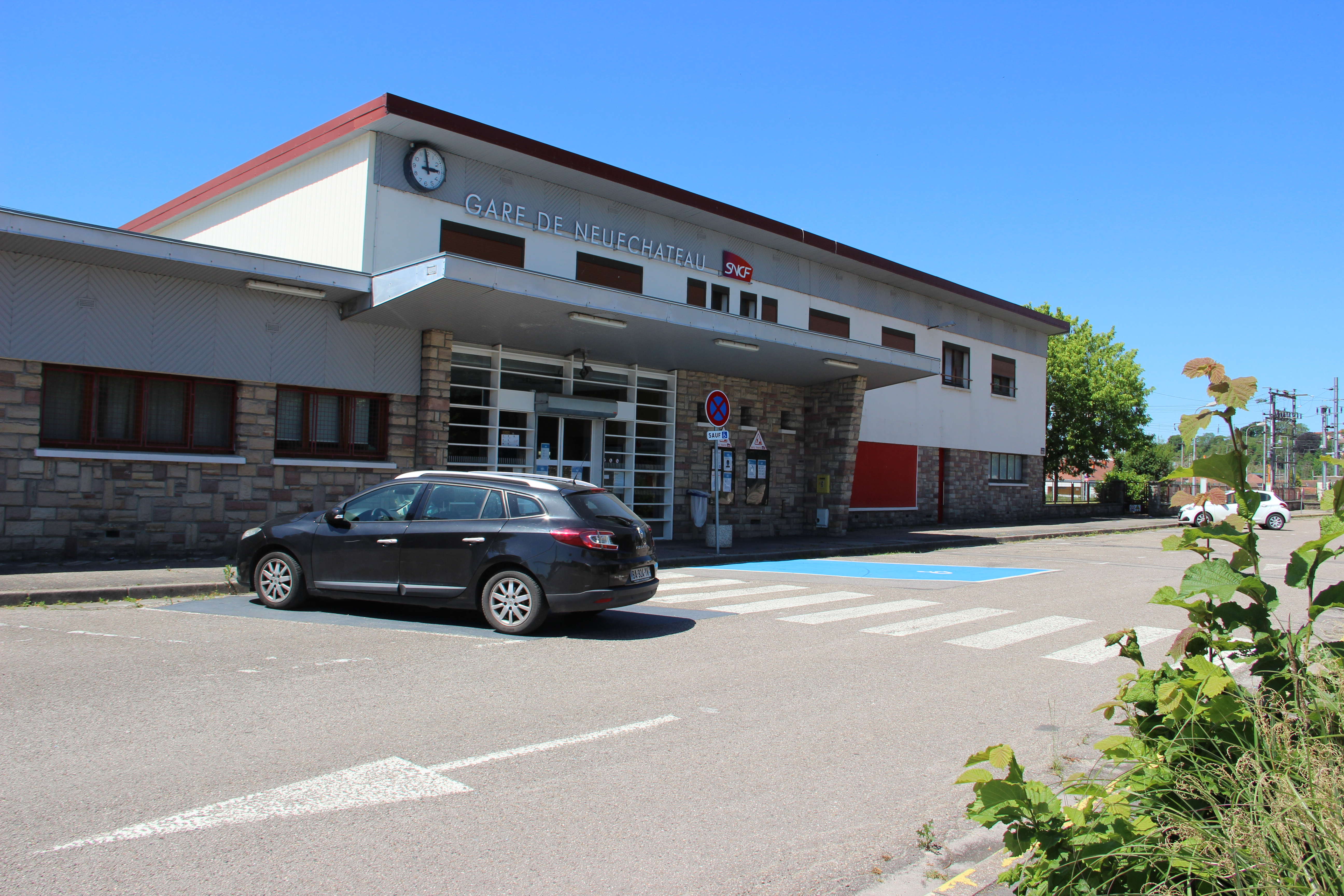
Gare de Neufchâteau.

- Fluo Grand Est.

#### Lignes SNCF
- Gare de Neufchâteau
- Gare de Contrexéville
- Gare de Vittel

#### Transports aériens
- L'Aéroport d'Épinal-Mirecourt « Vosges Aéroport ».

À partir de l'été 2021, l’aéroport d’Épinal-Mirecourt est devenu le "pélicandrome" de la Zone Est et servira ainsi de base de ravitaillement et d’intervention pour les avions bombardiers d’eau connus sous le nom de Dash 8.
- Aéroport de Nancy-Essey.
- Aérodrome de Langres - Rolampont.

## Toponymie
Le nom de la localité est attesté sous les formes vicasoliciae (232) ; Leprosi de Solotio (1157) ; Souloice, Soulesce (1303) ; Soloice, Rolins de Solace (1328) ; In villa, banno et finagio de Soulasces (1338) ; Soulasce (1338) ; Souleice (1358) ; Soulesse (1397) ; Soulosse (1446) ; Solosse (avant 1466) ; Soullesse (XVIIe siècle).

Saint-Élophe devait correspondre à l'antique Solimariaca dont le nom se retrouve sur quelques inscriptions monumentales retrouvées, ainsi que sur l'Itinéraire d'Antonin.

Solimariaca puis Solicia, noms gallo-romains de l'une des quatre grandes villes des Leuques, où la voie prétorienne franchissait le Vair. Le nom de Solimariaca vient de celui de sa déesse tutélaire, Solimara. 

## Histoire
Édifié sans doute sous la poussée des invasions barbares, un castrum a pu être localisé dans la vallée, sur le site de Soulosse.
La voie romaine de Lyon à Trèves traverse le domaine communal.
La commune est née le 1er juillet 1964 de la fusion de Soulosse (88460), Saint-Élophe (88414), Brancourt (88072) et Fruze (88191).
- Le village de Fruze (Frumentosa) comptait 18 habitants en 1710, 109 en 1803, 138 en 1830. Fruze dépendait autrefois de la baronnie du Châtelet (Barville).
- Le village de Brancourt fut échangé en 1279 par Jacques de Clermont, doyen du chapitre de Toul, au duc Ferry du Chatelet contre le village de Gémonville.

Début 2008, ouverture de la crèche La Souris Verte et de la cantine.
Le conseil municipal de Soulosse-sous-Saint-Élophe s'est prononcé en faveur d'un projet de site d'enfouissement de déchets nucléaires (type FAVL), projet au sujet duquel la population (majoritairement opposée) n'a pas été consultée. À ce jour, la candidature de la commune n'a pas été retenue. Soulosse est l'une des quatre communes vosgiennes dans ce cas, avec Aouze, Rouvres-en-Xaintois et Grand.

## Politique et administration

### Budget et fiscalité 2023

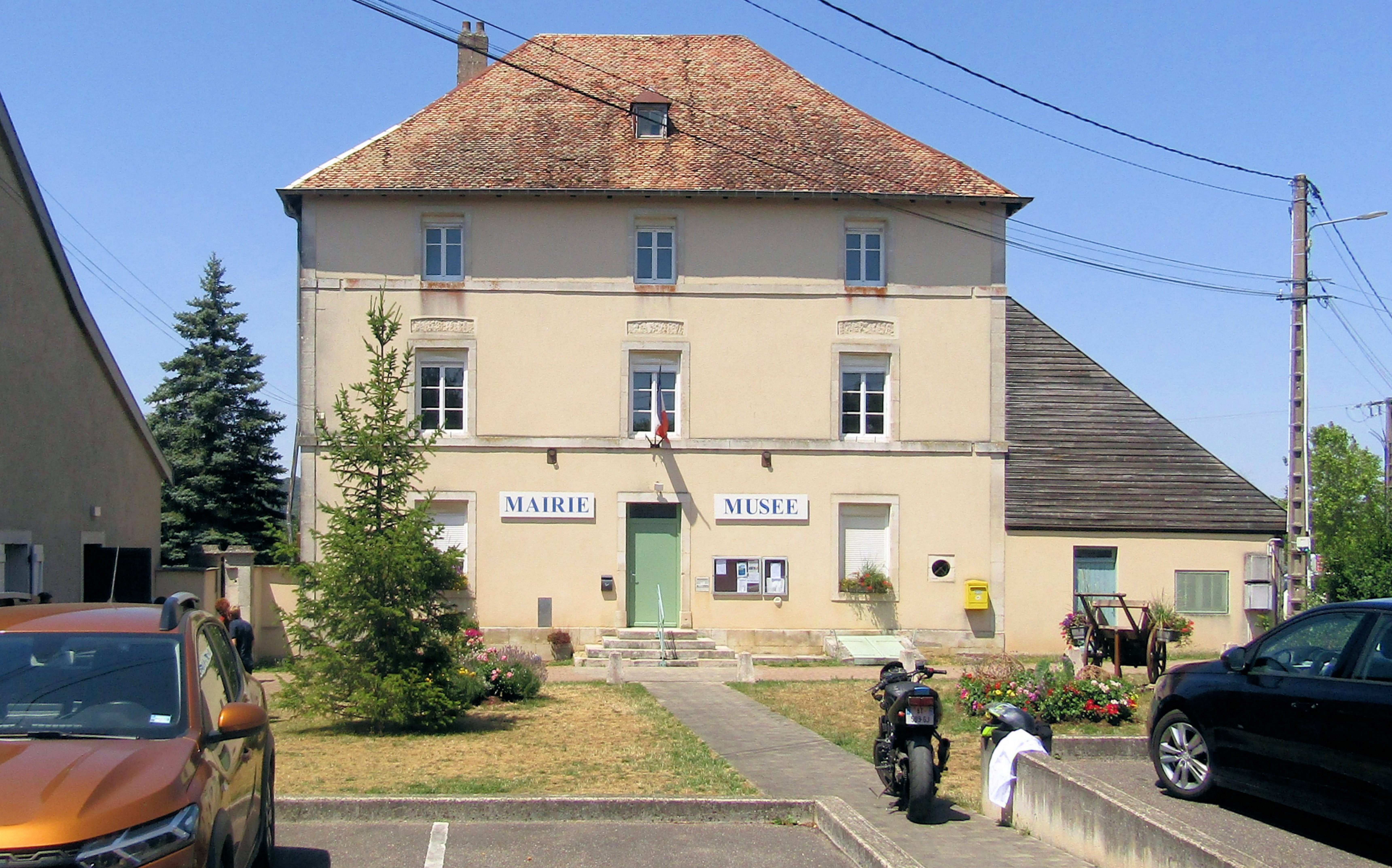
La mairie et le musée archéologique gallo-romain.

En 2023, le budget de la commune était constitué ainsi :
- total des produits de fonctionnement : 557 000 €, soit 830 € par habitant ;
- total des charges de fonctionnement : 422 000 €, soit 629 € par habitant ;
- total des ressources d'investissement : 26 000 €, soit 38 € par habitant ;
- total des emplois d'investissement : 71 000 €, soit 106 € par habitant ;
- endettement : 159 000 €, soit 237 € par habitant.

Avec les taux de fiscalité suivants :
- taxe d'habitation : 18,45 % ;
- taxe foncière sur les propriétés bâties : 37,08 % ;
- taxe foncière sur les propriétés non bâties : 21,09 % ;
- taxe additionnelle à la taxe foncière sur les propriétés non bâties : 0,00 % ;
- cotisation foncière des entreprises : 0,00 %.

Chiffres clés Revenus et pauvreté des ménages en 2021 : médiane en 2021 du revenu disponible, par unité de consommation : 22 600 €.

### Liste des maires
| Période                                  | Période    | Identité                  | Étiquette | Qualité                                                       |
| ---------------------------------------- | ---------- | ------------------------- | --------- | ------------------------------------------------------------- |
| Les données manquantes sont à compléter. |            |                           |           |                                                               |
| mars 1971                                | juin 1995  | Roger Souchal             |           | Bâtonnier Conseiller général du canton de Coussey (1985-2001) |
| juin 1995                                | avril 2014 | Patrick Roger             | UMP       |                                                               |
| avril 2014                               | juin 2017  | Catherine Renaud-Vermandé |           | Démission                                                     |
| 2020                                     | En cours   | Vincent Kinzelin          |           | Agriculteur                                                   |

## Population et société

### Démographie

#### Évolution démographique
L'évolution du nombre d'habitants est connue à travers les recensements de la population effectués dans la commune depuis 1793. Pour les communes de moins de 10 000 habitants, une enquête de recensement portant sur toute la population est réalisée tous les cinq ans, les populations de référence des années intermédiaires étant quant à elles estimées par interpolation ou extrapolation. Pour la commune, le premier recensement exhaustif entrant dans le cadre du nouveau dispositif a été réalisé en 2007.

En 2022, la commune comptait 653 habitants, en évolution de +1,4 % par rapport à 2016 (Vosges : −2,96 %, France hors Mayotte : +2,11 %).
| 1793 | 1800 | 1806 | 1821 | 1831 | 1836 | 1841 | 1846 | 1856 |
| ---- | ---- | ---- | ---- | ---- | ---- | ---- | ---- | ---- |
| 92   | 110  | 104  | 99   | 149  | 160  | 163  | 173  | 171  |

| 1861 | 1866 | 1876 | 1881 | 1886 | 1891 | 1896 | 1901 | 1906 |
| ---- | ---- | ---- | ---- | ---- | ---- | ---- | ---- | ---- |
| 151  | 125  | 145  | 134  | 178  | 113  | 98   | 108  | 116  |

| 1911 | 1921 | 1926 | 1931 | 1936 | 1946 | 1954 | 1962 | 1968 |
| ---- | ---- | ---- | ---- | ---- | ---- | ---- | ---- | ---- |
| 106  | 111  | 123  | 100  | 95   | 100  | 82   | 82   | 342  |

| 1975 | 1982 | 1990 | 1999 | 2006 | 2007 | 2012 | 2017 | 2022 |
| ---- | ---- | ---- | ---- | ---- | ---- | ---- | ---- | ---- |
| 426  | 520  | 555  | 558  | 581  | 584  | 635  | 646  | 653  |

### Enseignement
Établissements d'enseignements :
- Écoles maternelles et primaires à Soulosse-sous-Saint-Élophe, Coussey, Martigny-les-Gerbonvaux, Domrémy-la-Pucelle, Maxey-sur-Meuse, Neufchâteau.
- Collèges à Neufchâteau, Châtenois, Liffol-le-Grand, Colombey-les-Belles.
- Lycées à Neufchâteau, Mandres-sur-Vair.

### Santé
Professionnels et établissements de santé :
- Médecins à Coussey, Neufchâteau, Sauvigny, Châtenois, Châtenois, Liffol-le-Grand, Allamps, Gironcourt-sur-Vraine.
- Pharmacies à  Coussey, Neufchâteau, Vicherey, Liffol-le-Grand, Gironcourt-sur-Vraine, Colombey-les-Belles.
- Hôpitaux à Neufchâteau, Vittel, Dommartin-lès-Toul, Mirecourt.

### Cultes
- Culte catholique, Paroisse Saint-Nicolas-Sainte-Jeanne-d'Arc[41], Diocèse de Saint-Dié.

## Économie

### Entreprises et commerces

#### Agriculture
- Culture et élevage associés[42].
- Culture de fruits à pépins et à noyau.
- Élevage de vaches laitières.
- Élevage d'ovins et de caprins
- Sylviculture et autres activités forestières.

#### Tourisme
- Hébergements et restauration à Coussey, Neufchâteau, Domrémy-la-Pucelle, Châtenois[43].

#### Commerces
- Commerces et services de proximité[44].

## Culture locale et patrimoine

### Lieux et monuments

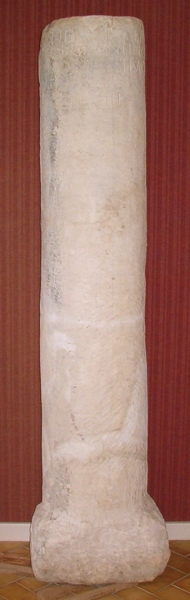
Borne milliaire Trouvée à Soulosse-sous-Saint-Élophe (Exposée au Musée de cette même localité).
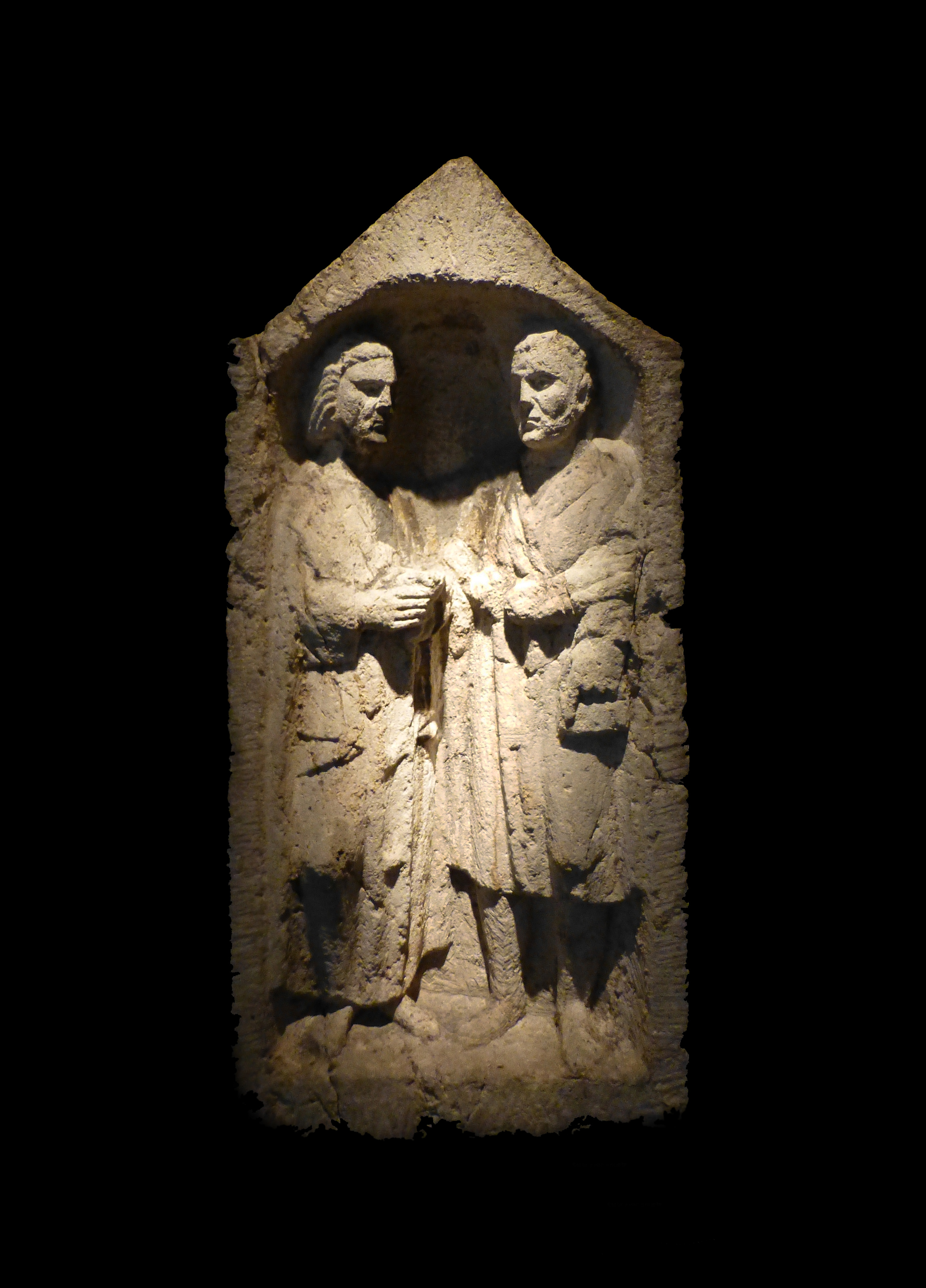
Stèle avec couple.
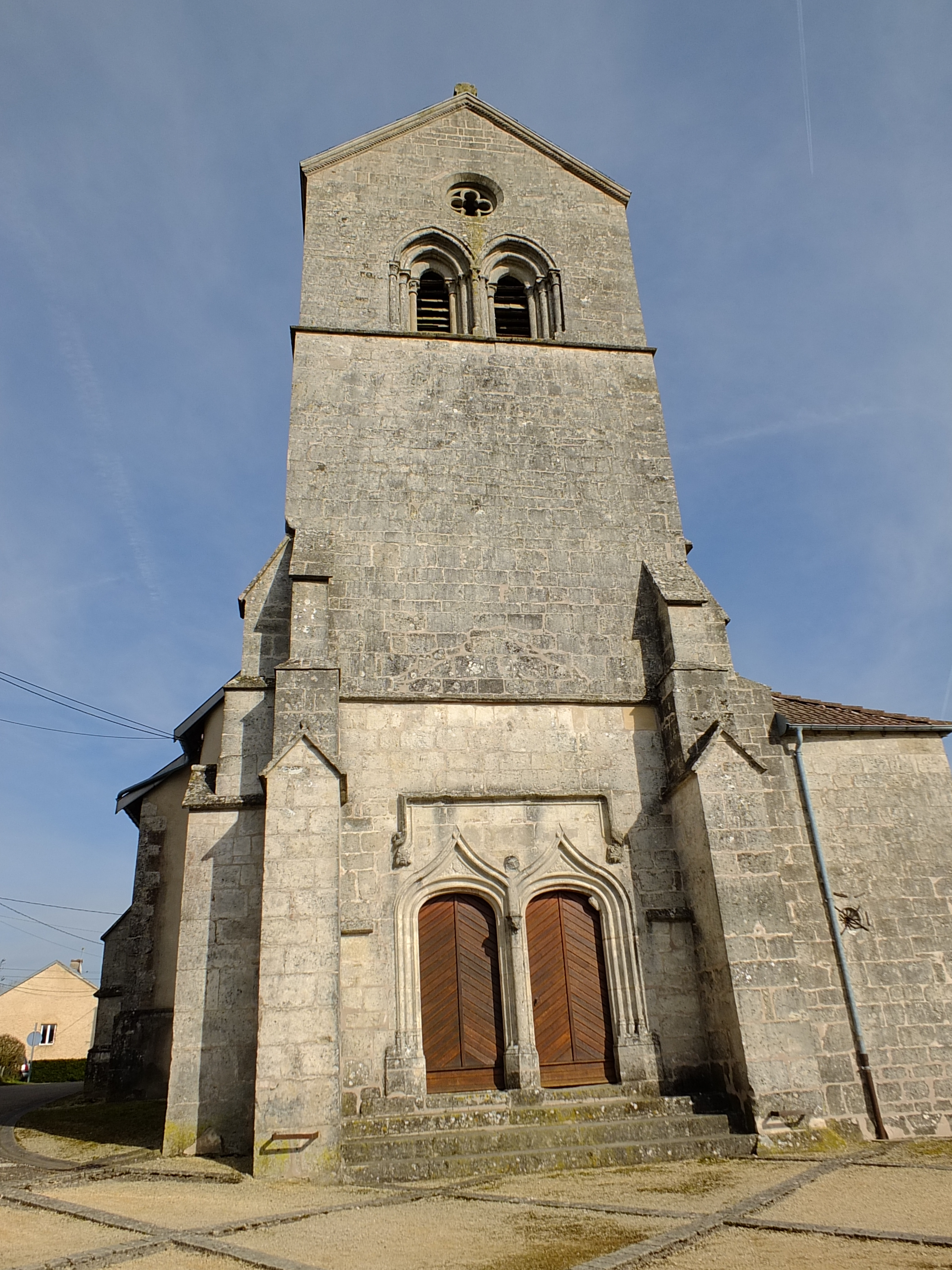
Église Saint-Élophe de Soulosse-sous-Saint-Élophe.
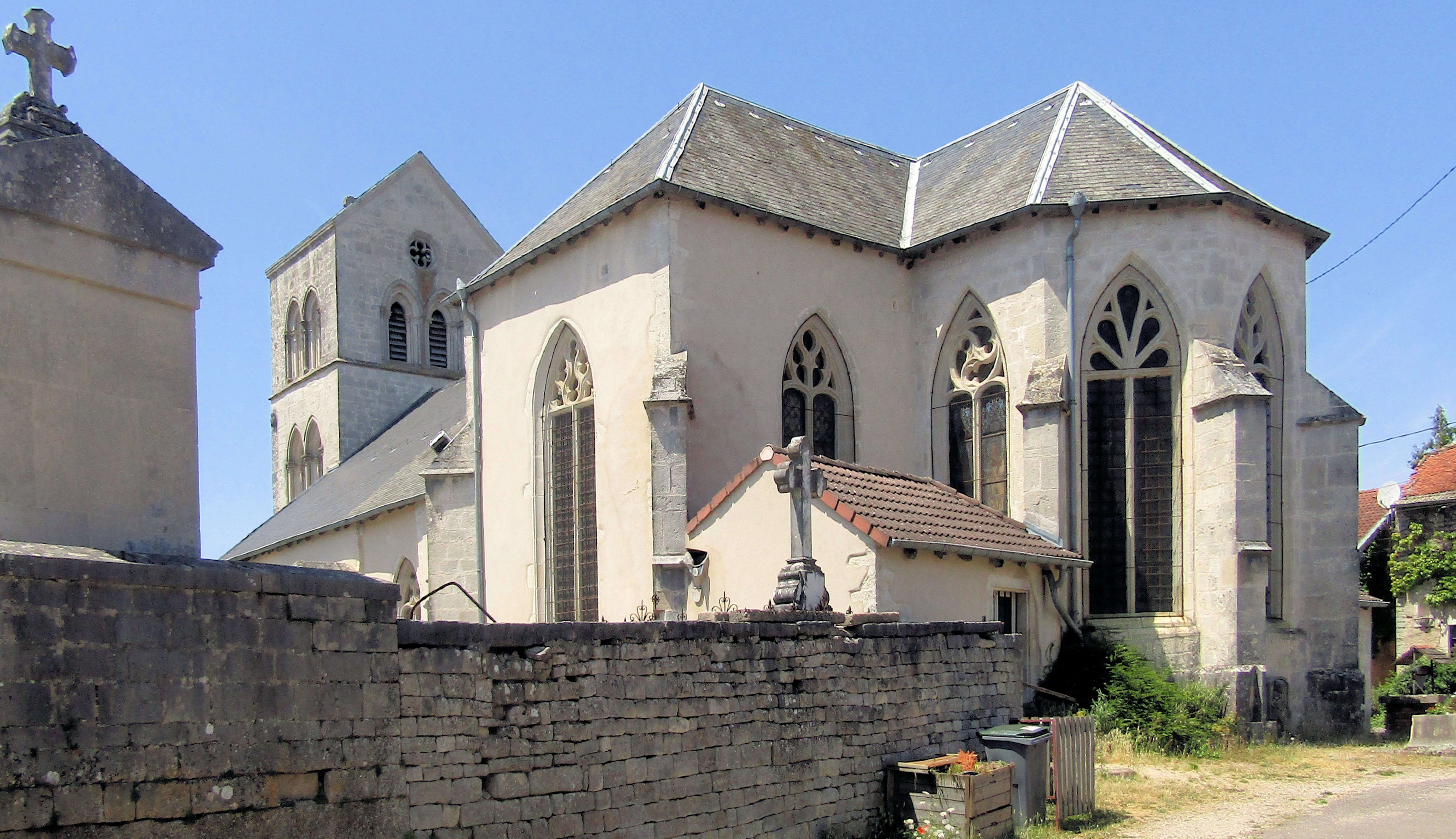
L'église Saint-Élophe, côté sud-est.
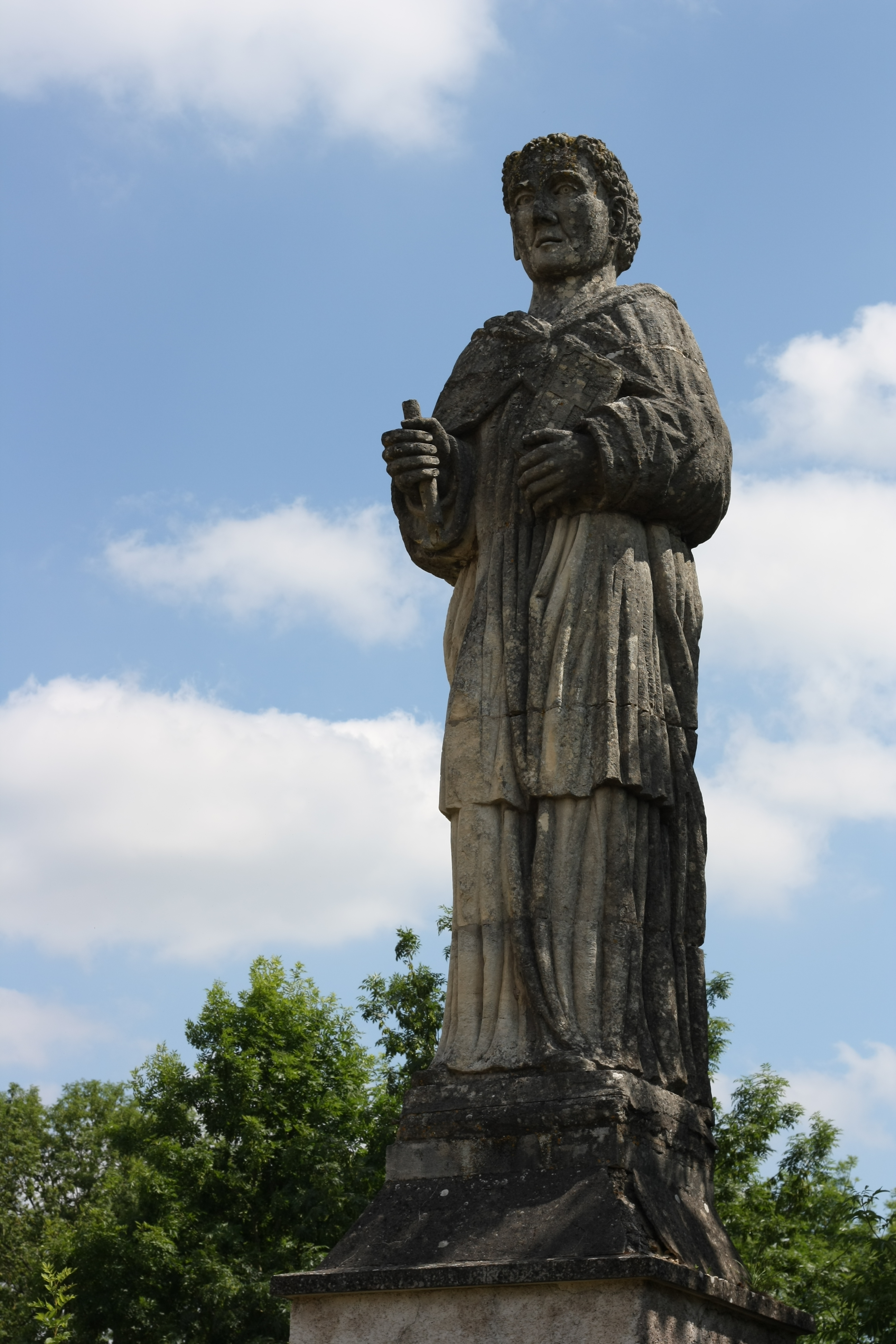
Statue de Saint-Élophe.
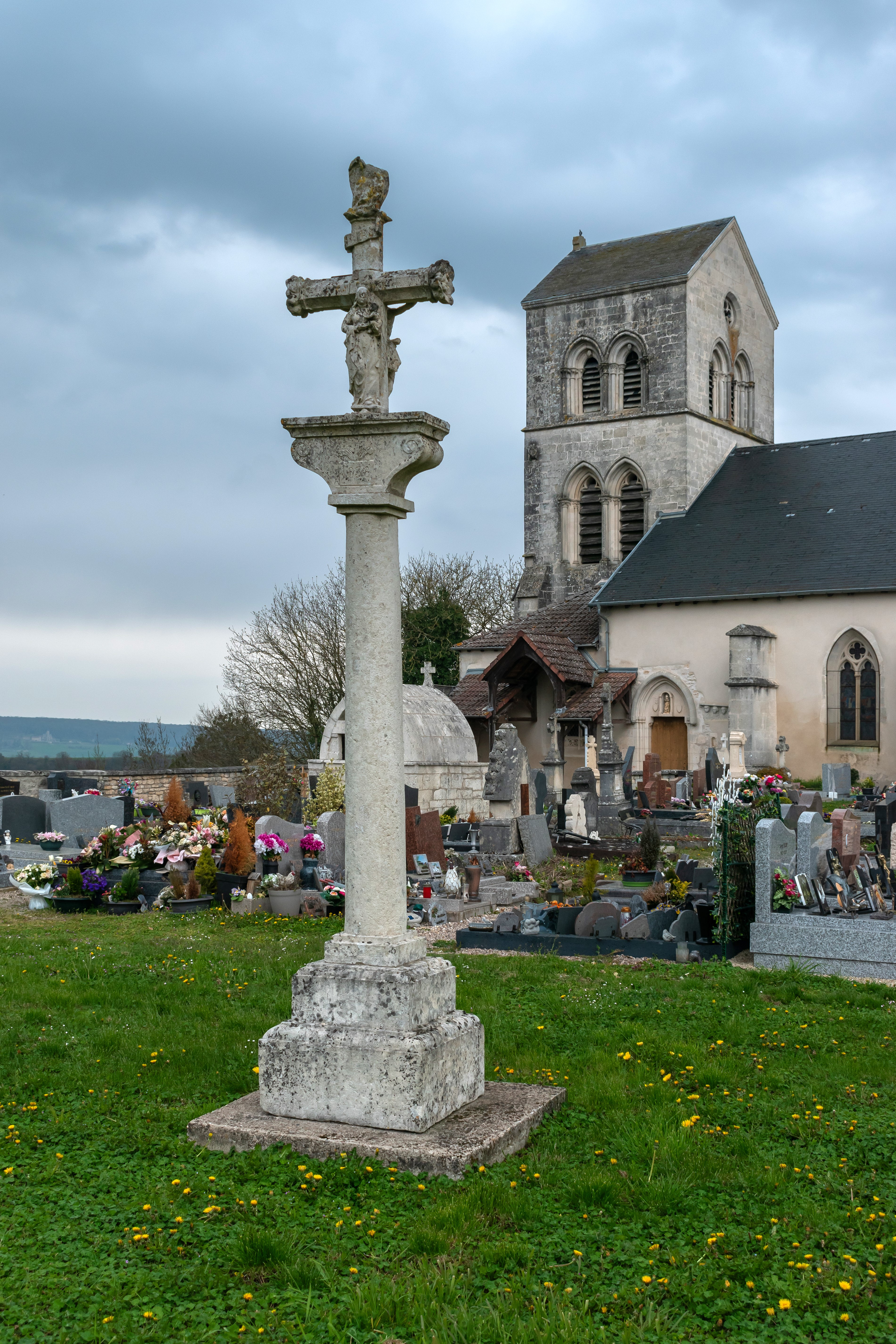
Croix de cimetière.

- Un musée archéologique gallo-romain est installé au rez-de-chaussée de la mairie[45],[46]. Toutes les trouvailles archéologiques faites dans le village y sont exposées[47] : stèles gallo-romaines du Ier au IVe siècle, deux bornes leugaires (elles indiquent les distances en lieues gauloises et non pas en milles romains), objets quotidiens usuels...

Le musée est ouvert tous les jours de l'année sauf le samedi, mais peut être visité sur réservation. La visite, guidée et commentée, inclut l'église et le parcours de saint Élophe. La légende du saint y est racontée, de la chapelle Saint-Épéothe à la source qui jaillit au passage d'Élophe, à la pierre qui se fendit pour abriter le saint...
- La chapelle Sainte-Épéothe (ou Sainte-Epaïotte) XVe et XVIe siècles[48],[49],[50],[51] et la fontaine miraculeuse[52].
- L'église Saint-Élophe, construite aux XIIIe et XVe siècles, inscrite sur l'inventaire supplémentaire des monuments historiques en mars 1926[53].

L'église, curieusement de style gothique et roman mélangé, présente un gisant et les reliques de saint Élophe. Autrefois l'église portait en son toit une grande statue du saint qui a dû être retirée car elle compromettait la solidité de l'église. Cette grande statue de pierre trône aujourd'hui à côté de l'église.
Patrimoine mobilier :
* Chaire à prêcher.
* Haut de bâton de procession (statue) : Saint Elophe.
* Statue : Saint Nicolas.
* Fonts baptismaux.
* Baiser de paix : L'Assomption.
* Inscription funéraire d'Elophe Claudot, curé de Maron.
* Monument funéraire de saint Elophe.
* Stèle.
* statue : Vierge à l'Enfant.
* statue : Vierge à l'Enfant.
* Statuette : Saint Elophe.
* Croix : Christ en croix.
* Haut-relief : la Nativité.
* Le bourdon (cloche) de l'église est remarquable par sa taille (4,5 tonnes).
* L'orgue de l'église a été construit en 1871 par Jean-Baptiste Alizant,.
- Le cimetière[70] et son édicule en pierre, inscrit sur l'inventaire supplémentaire des monuments historiques en mars 1926[71].
- Moulin et usine de fabrication des métaux[72].
- Le viaduc pour la ligne de Culmont - Chalindrey à Toul.

## Personnalités liées à la commune

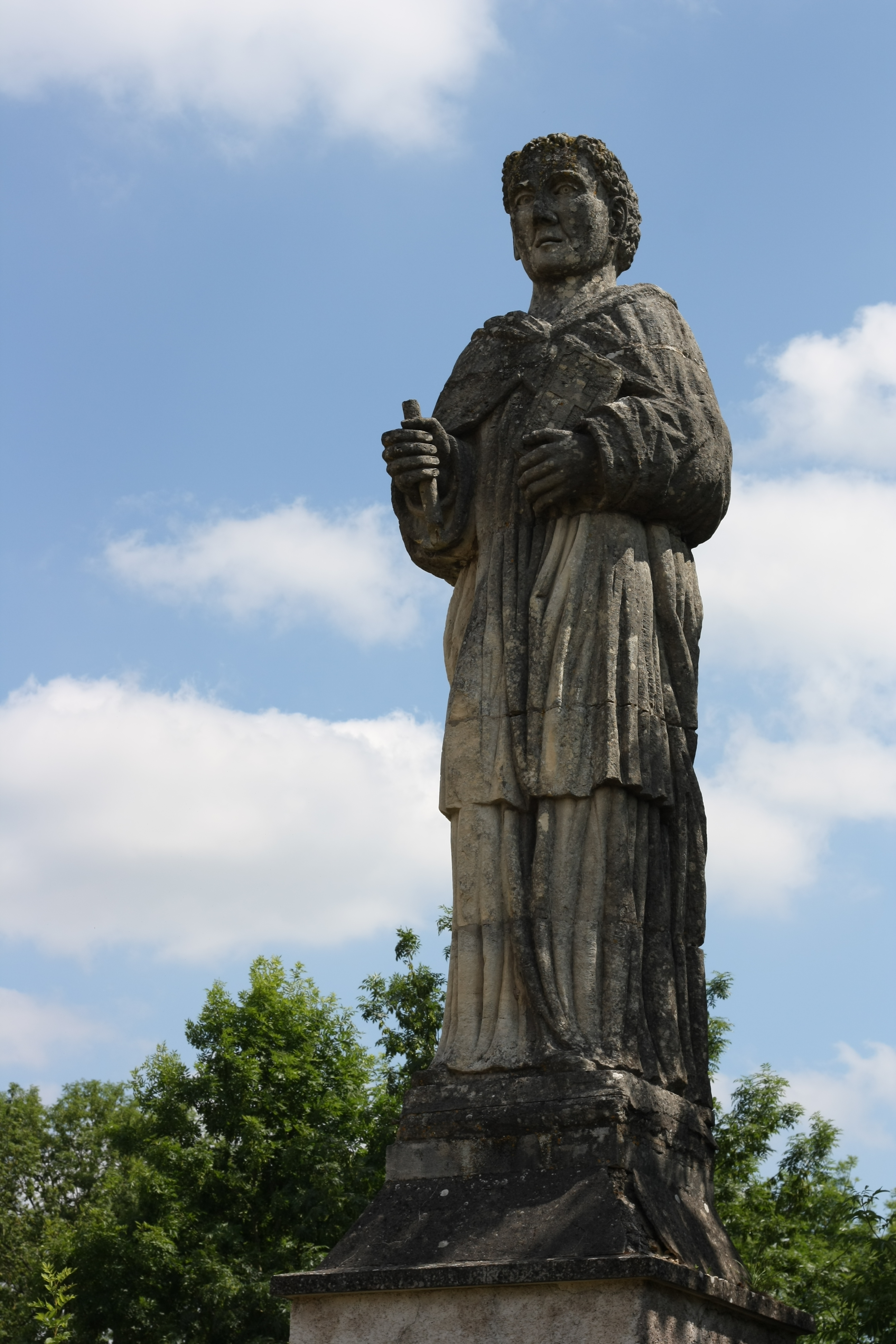
Statue de saint Élophe.

- Saint Élophe, qui aurait subi le martyre en l'an 362 sous Julien, faisait l'objet d'un pèlerinage très fréquenté. La légende prétend que le saint décapité gravit la colline, la tête sous le bras, et y prononça un dernier sermon. Il était invoqué notamment contre la goutte et la gravelle (calculs rénaux).

Depuis 1992, le pèlerinage se perpétue tous les lundis du mois d'octobre. C'est une association qui prend en charge l'organisation, avec une partie religieuse le matin et une animation au cours de l'après-midi. Depuis 2006, l'association "Conservation du patrimoine" a créé les "Journées des Élophe", invitant toutes les familles qui portent de nom d'Élophe à se réunir au village qui est probablement la terre de leurs ancêtres. En 2006, les Élophe sont arrivés le samedi 14 octobre et ont passé trois jours sur le site à faire connaissance. L'expérience a été renouvelée en octobre 2007.
- Sainte Menne ou Manne, née à Soulosse[74].
- Nicolas-Joseph Thomas (1825-1898), général de division, est né à Soulosse.

### Héraldique
| Blason de Soulosse-sous-Saint-Élophe | Blason  | Coupé: au 1er de gueules à la croix pattée alésée arrondie concave d'or, supportant deux colombes affrontées d'argent, allumées, becquées et membrées d'or, posées de trois quarts sur les branches horizontales leurs têtes contournées et accostée de deux glaives romains [gladius] d'argent garnis d'or celui de dextre posé en bande celui de senestre en barre, au 2e d'azur, chargé, à dextre, d’un bouquet de quatre épis d’or liés de gueules et, à senestre, d'une roue de moulin d'or,. |
| Blason de Soulosse-sous-Saint-Élophe | Détails | Création Robert André Louis. Adopté le 24 juin 2019. |